# Krembz
Krembz település Németországban, Mecklenburg-Elő-Pomeránia tartományban. Lakosainak száma 869 fő (2023. december 31.).

## Népesség
A település népességének változása:
| Lakosok száma | 886  | 878  | 881  | 886  | 869  |
|               | 2017 | 2019 | 2021 | 2022 | 2023 |